# Asociación de Tejedores de Barcelona

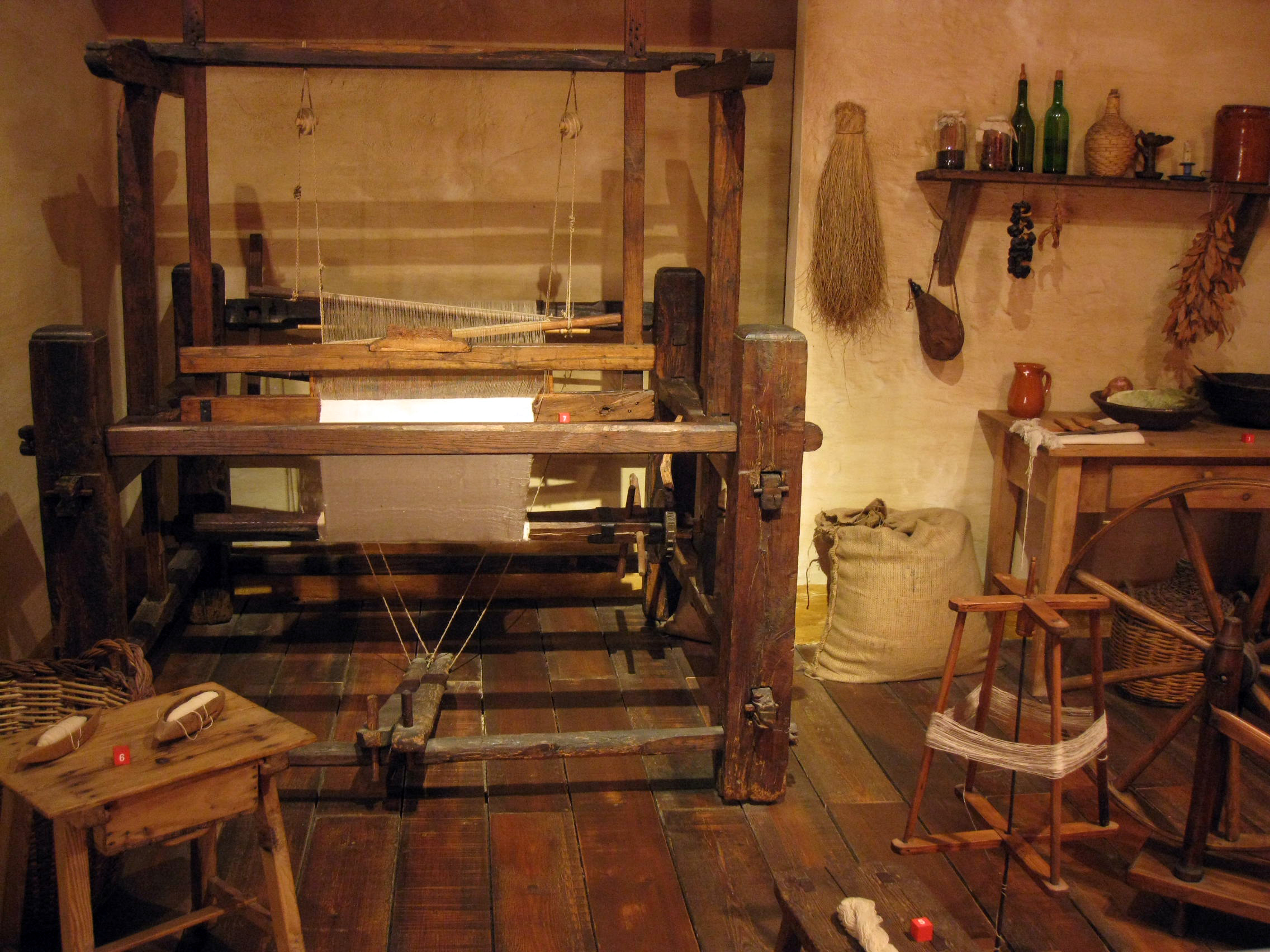
Telar catalán

La Asociación de Tejedores de Barcelona fue una asociación de los tejedores de algodón de Barcelona (Cataluña, España) y de las poblaciones colindantes fundada en la clandestinidad en el verano de 1839 y que se constituyó en 1840 como sociedad de ayuda mutua con el nombre de Sociedad Mutua de Tejedores de Barcelona que dio cobertura legal a sus actividades de «resistencia». Fue prohibida varias veces porque el derecho de asociación no fue reconocido durante el reinado de Isabel II pero continuó actuando utilizando diversos subterfugios. Fue el primer sindicato de la historia de España.

## Antecedentes
En la década de 1830 Cataluña era el único lugar de España donde existía una industria moderna y en parte como consecuencia de ello vivió una gran conflictividad social y laboral, protagonizada fundamentalmente por los obreros del sector textil algodonero. Así en esos años tienen lugar los primeros intentos de formar sociedades obreras, como lo demuestran las repetidas quejas a la Comisión de Fábricas por parte de los patronos contra «los obreros díscolos» o los «obreros ingratos» y contra «una especie de complot para pedir alza de jornal» —referencia a lo que más adelante se llamará huelga—, lo que demuestra según Manuel Tuñón de Lara, «un nuevo estado de conciencia, caracterizado porque el trabajador siente la necesidad de asociarse para lograr» sus fines laborales o salariales.
Al principio tuvieron un carácter temporal con una finalidad concreta, pero las comisiones obreras formadas para discutir las reivindicaciones con los patronos pidieron al capitán general de Cataluña que las autorizara para convertirse en asociaciones permanentes. También se dirigieron a los síndicos del Ayuntamiento de Barcelona. Así una comisión formada por tres obreros se entrevistó con ellos: «Hablaron de la facilidad que tienen los principales fabricantes de poder mancomunarse en un convite en la fonda de Gracia u otra parte, por razón de su reducido número, arrastrando su opinión la de los demás, al paso que los jornaleros para entenderse solamente necesitaban la mayor publicidad».

## Desarrollo
En febrero de 1839 se promulgó una Real Orden que autorizaba la formación de sociedades de ayuda mutua y beneficencia. Aprovechando esta nueva cobertura legal la asociación de tejedores que probablemente se había formado en el verano de 1839 y que contaba con unos 3.000 miembros —y cuya actividad había dado lugar a un bando del jefe político de Barcelona del 23 de mayo de 1840 en que se prohibía «que se hagan suscripciones, ni se tengan reuniones para formar asociaciones» sin previo aviso de las autoridades— se constituye el 26 de septiembre de 1840 en “Sociedad Mutua de Tejedores de Barcelona”, presidida por Joan Munts. El 8 de diciembre se celebró la primera asamblea de la sociedad.
Se conocen los Estatutos de la sociedad de resistencia a la que daba cobertura legal. El capítulo 4 decía que cuando los patronos intentaran reducir los jornales «aunque solo sea un ochavo» los trabajadores debían abandonar los talleres, y el 36 añadía: «Todo socio, sin distinción de clase, que se conviniere con el amo de dejarse alargar las telas o rebajar el jornal será considerado como inobediente y pasado a juicio de las dos juntas». El artículo 8 preveía la expulsión de la sociedad para «el operario que en todo o en parte no se sujete a lo prevenido».
En aquel otoño de 1840 aumentó la tensión social. Las fuentes de la época constatan «las desavenencias y disturbios registrados de algún tiempo entre fabricantes y operarios, dando por resultado el cierre de muchas fábricas». Algunos industriales llegaron a atribuir los conflictos «a una mano oscura, pagada acaso por el extranjero, para hundir la industria catalana». Para hacer frente a esta situación se creó en noviembre una comisión de arbitraje, formada por representantes de patronos y obreros. Sin embargo, los obreros encabezados por Juan Munts dimitieron en marzo de 1841 por considerarla ineficaz.
La Sociedad de Tejedores se extendió fuera de Barcelona alcanzando los 15.000 afiliados, 7.000 de la capital y 8.000 de las localidades de la provincia, y sirvió de ejemplo para la constitución de sociedades en otros oficios, como hiladores y tintoreros. El 26 de septiembre de 1841 celebró su primer aniversario con una fiesta en San Andrés de Palomar a la que asistieron los obreros con sus familias y en la que Joan Munts, aclamado por los presentes, pronunció un discurso.
Sin embargo, el gobierno del general Espartero, a quien los miembros de la sociedad habían aclamado cuando entró triunfalmente en Barcelona en junio de 1840 tras su victoria en la primera guerra carlista, ordenó que las sociedades obreras se ciñeran estrictamente a sus fines de protección y socorro amenazando con penas de prisión para los que coartaran «la libre contratación de obreros y patronos», además de impedir las reuniones que no estuvieran autorizadas. La tensión que se vivió en Barcelona culminó con la prohibición de la Sociedad el 9 de diciembre de 1841, decisión que fue aplaudida por la Comisión de Fábricas mediante una carta enviada al general Espartero en la que le agradecían que hubiera atendido su petición «para cortar los males que amenazan a estas fábricas con la organización de la llamada Sociedad de jornaleros». Pero la Sociedad respondió con un llamamiento publicado el 22 de diciembre en el “Diario de Barcelona” que decía:

Nuestra asociación no necesita la aprobación ni reprobación de nadie; con los derechos que nos conceden la naturaleza y la ley tenemos bastante y los que digan lo contrario son nuestros perturbadores; por consiguiente, nuestra asociación es un lazo voluntario y recíproco que no está sujeto a disolución…

Pocos días después buscaron el apoyo del ayuntamiento, y finalmente consiguieron su objetivo pues el 29 de marzo de 1842 se promulgó una Orden por la que el Regente Espartero volvía a autorizar la sociedad «a condición de que fuese apolítica y local». Así pudo celebrar su segundo aniversario que estuvo precedido de un manifiesto fechado el 6 de mayo de 1842 y firmado por Joan Munts, Josep Sugrañes y Pedro Vicheto, en el que se decía que la constitución de la sociedad había abierto una nueva era: «hicimos ver a los que aparentaban creer y querían hacernos entender que dispensaban favor proporcionando trabajo, que somos algo de la cadena social, que ellos tienen todavía más que agradecernos a nosotros».
Tras la sublevación de Barcelona de noviembre de 1842 que fue aplastada por Espartero ordenando el bombardeo de la ciudad, y en la que participaron muchos obreros, el capitán general de Cataluña acusó a «la Sociedad Mutua de Protección de Tejedores de ambos sexos… fundada en 1840 bajo el único y aparente carácter de una asociación filantrópica de recíproco socorro» de ser responsable de muchos de los sucesos y el 16 de enero de 1843 la declaró disuelta y además prohibió «toda otra asociación que hubiese de cualquiera otro ramo de la industria». Pero la sociedad mantuvo su actividad bajo la cobertura de la «Compañía Fabril de Tejedores de Algodón», constituida por los talleres cooperativos organizados por los tejedores el año anterior, gracias a un préstamo del Ayuntamiento, que fue autorizada en mayo de 1843. Estos talleres daban trabajo a 200 obreros y socorrían a 700 personas, pero a partir de 1844 comenzaron a sufrir pérdidas y acabaron siendo traspasados a una empresa privada en 1848.
El funcionamiento «clandestino» de la sociedad legalmente disuelta se volvió a plantear tras el fin de la revuelta de la «Jamancia» de Barcelona entre septiembre y noviembre de 1843 y en la que de nuevo habían participado activamente los obreros. Esta vez el propio presidente de la sociedad Joan Munts había mandado una de las compañías que formaron los sublevados. Así en la primera reunión que mantuvo el capitán general con las autoridades y corporaciones de Barcelona se trató de la subsistencia de «una Asociación de Tejedores para auxilios mutuos o fines benéficos, sin mezcla alguna de política…».
La sociedad de tejedores siguió funcionando «clandestinamente» en los años siguientes como lo prueba que fuera mencionada en octubre de 1845 por el jefe político de Barcelona para dirimir un conflicto laboral y que en 1850 un bando del gobernador amenazara a las «sociedades creadas sin autorización» con llevar a sus miembros ante los tribunales aplicándoles las leyes sobre las sociedades secretas. En otro bando amenazaba también a los perturbadores que «formen coaliciones con objeto de que no se trabaje». En 1852 un nuevo bando, esta vez del capitán general, advertía a los perpetradores de desórdenes y «crímenes» que serían juzgados por comisiones militares. Al año siguiente se reiteraba la prohibición de las «coaliciones» —el término empleado entonces para referirse a las huelgas—.